# Ourapteryx pallidula
Ourapteryx pallidula är en fjärilsart som beskrevs av Inoue 1985. Ourapteryx pallidula ingår i släktet Ourapteryx och familjen mätare. Inga underarter finns listade i Catalogue of Life.

## Bildgalleri

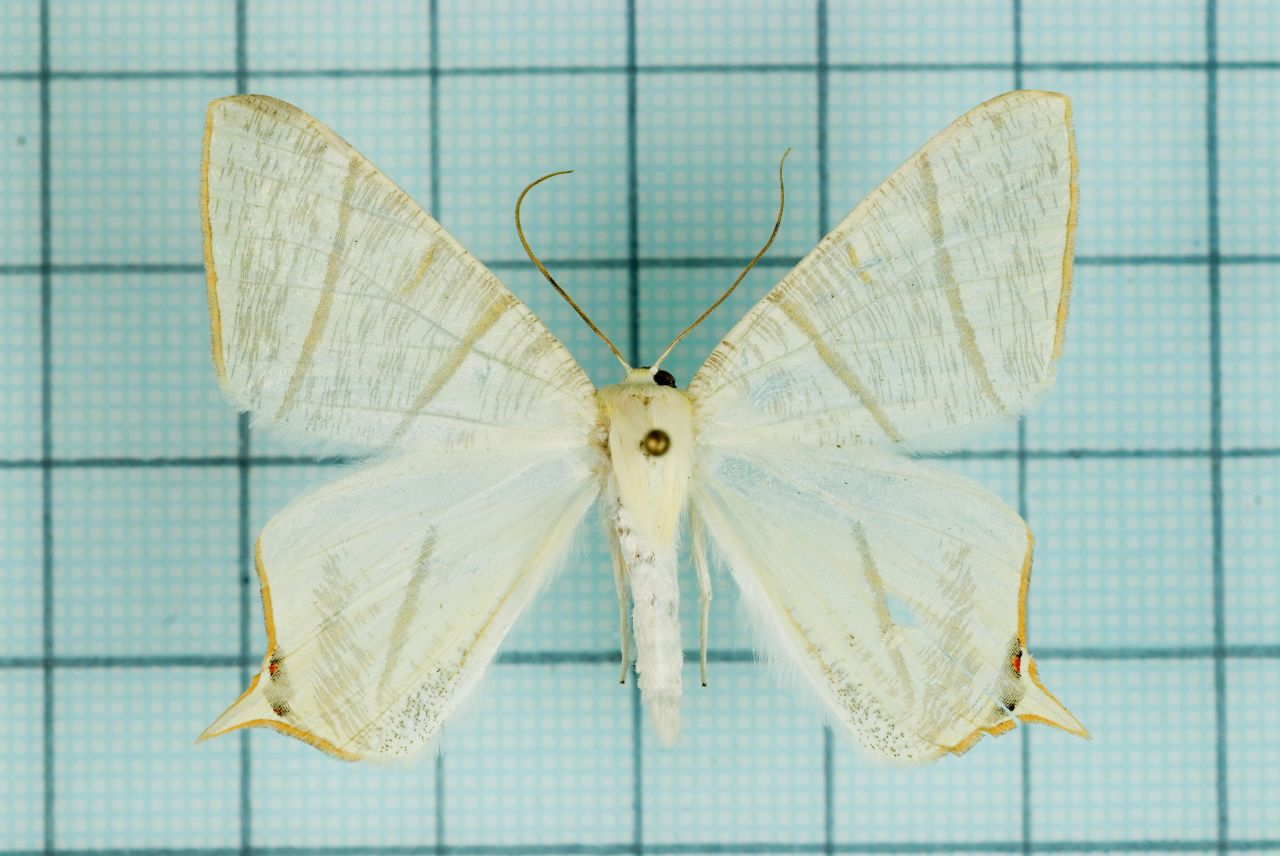